# Protel
Protel (Proteles) – rodzaj drapieżnych ssaków z podrodziny proteli (Protelinae) w obrębie rodziny hienowatych (Hyaenidae).

## Rozmieszczenie geograficzne
Rodzaj obejmuje dwa żyjące współcześnie gatunki występujące w południowej i wschodniej Afryce.

## Morfologia
Długość ciała (bez ogona) 55–80 cm, długość ogona 20–30 cm; masa ciała 8–12 kg.

## Systematyka
Rodzaj zdefiniował w 1824 roku francuski zoolog Isidore Geoffroy Saint-Hilaire w artykule zatytułowanym O protelu Lalandego (Protèles Lalandii), typie nowego rodzaju protela, opublikowanym w czasopiśmie „Bulletin des Sciences par la Société philomathique de Paris”. Gatunkiem typowym jest (oznaczenie monotypowe) protel grzywiasty (P. cristatus).

### Etymologia
- Proteles: gr. προ pro ‘blisko, w pobliżu’; τεληεις telēeis ‘idealny’[8].
- Geocyon: gr. γεω- geō- ‘ziemny-’, od γη gē ‘ziemia’; κυων kuōn, κυνος kunos ‘pies’[9]. Gatunek typowy (oznaczenie monotypowe): Proteles lalandii I. Geoffroy Saint-Hilaire, 1824 (= Viverra cristata Sparrman, 1783).

### Podział systematyczny
Do rodzaju należą dwa występujące współcześnie gatunki:
| Grafika | Gatunek                  | Autor i rok opisu   | Nazwa zwyczajowa  | Podgatunki         | Rozmieszczenie geograficzne | Podstawowe wymiary                    | Status IUCN |
| ------- | ------------------------ | ------------------- | ----------------- | ------------------ | --- | ------------------------------------- | ----------- |
|         | Proteles cristatus       | (Sparrman, 1783)    | protel grzywiasty | gatunek monotypowy | większość południowej Afryki (południowa Angola, południowa Zambia, południowo-zachodni Mozambik, Namibia, Botswana, Zimbabwe, Eswatini, Lesotho i Południowa Afryka) | DC: 55–80 cm DO: 20–30 cm MC: 8–14 kg | LC          |
|         | Proteles septentrionalis | W. Rothschild, 1902 |                   | gatunek monotypowy | wschodnie wybrzeże Afryki (południowy Egipt, Sudan, Erytrea, Dżibuti, Etiopia, Somalia, Kenia, północno-wschodnia Uganda do środkowej Tanzanii)                       | brak danych                           | NE          |

Kategorie IUCN:  LC  – gatunek najmniejszej troski;  NE  – gatunki niepoddane jeszcze ocenie.
Opisano również gatunek wymarły z plejstocenu dzisiejszej Południowej Afryki:
- Proteles amplidenta Werdelin & Solounias, 1991